# The Maple Leaf Forever
"The Maple Leaf Forever" là một ca khúc yêu nước do Alexander Muir (1830–1906) sáng tác vào năm 1867, nhân sự kiện liên bang hóa Canada. Ông sáng tác ca khúc này sau khi cùng Trung đoàn Súng trường của Nữ vương đánh trận Ridgeway chống lại bè phái của tổ chức Fenian vào năm 1866.

## Ca từ
In days of yore, from Britain's shore,

Wolfe, the dauntless hero, came

And planted firm Britannia's flag

On Canada's fair domain.

Here may it wave, our boast, our pride

And, joined in love together,

The thistle, shamrock, rose entwine (Also sung: The lily, thistle, shamrock, rose)

The Maple Leaf forever!

Điệp khúc

   The Maple Leaf, our emblem dear,

   The Maple Leaf forever!

   God save our King and Heaven bless

   The Maple Leaf forever!

At Queenston Heights and Lundy's Lane,

Our brave fathers, side by side,

For freedom, homes and loved ones dear,

Firmly stood and nobly died;

And those dear rights which they maintained,

We swear to yield them never!

Our watchword evermore shall be

"The Maple Leaf forever!"

Điệp khúc

Our fair Dominion now extends

From Cape Race to Nootka Sound;

May peace forever be our lot,

And plenteous store abound:

And may those ties of love be ours

Which discord cannot sever,

And flourish green o'er freedom's home

The Maple Leaf forever!

Điệp khúc

On merry England's far famed land

May kind heaven sweetly smile,

God bless old Scotland evermore

and Ireland's Em'rald Isle!

And swell the song both loud and long

Till rocks and forest quiver!

God save our King and Heaven bless

The Maple Leaf forever!

Điệp khúc